# 10. bersaljerski polk (Italija)
10. bersaljerski polk (izvirno italijansko 10º Reggimento di Bersaglieri) je bil bersaljerski polk Kraljeve italijanske kopenske vojske.

## Zgodovina
Med drugo svetovno vojno je bil polk nastanjen v Severni Afriki in Siciliji.